# 藏瓦莲属
藏瓦莲属（学名：Sempervivella）是景天科下的一个属，为多年生草本植物。该属共有4种，分布于喜马拉雅西部。